# خودروسازان راین
طراحی ساخت کارخانه در دو فاز به انجام رسید در فاز اول ۹۵۰۰۰ مترمربع و در فاز دوم ۲۰۰۰۰۰ مترمربع که هر فاز شامل سالن بدنه، سالن رنگ و سالن تزئینات است.
شرکت خودروسازان راین در سال ۱۳۸۲ بعنوان یکی از شرکتهای تابعه گروه صنایع خودروسازی کرمان در منطقه ویژه اقتصادی ارگ جدید بم تأسیس و به منظور تولید و گسترش اهداف تعیین شده در اساسنامه شرکت فعالیت می کند.
فاز اول شامل سالن بدنه به مساحت ۲۳۰۰۰ مترمربع با ظرفیت استقرار ۵ خط تولید و تولید ۴۰ بدنه خودرو در ساعت، سالن رنگ به مساحت ۴۰۰۰۰ مترمربع و ظرفیت رنگ آمیزی ۲۰ خودرو در ساعت و سالن تزئینات به مساحت ۳۲۰۰۰ مترمربع و ظرفیت استقرار خطوط تولید جهت تولید ۴۰ دستگاه خودرو در ساعت می‌باشد.
در اسفند سال ۱۳۸۲ و پس از عقد قرارداد همکاری بین شرکت خودروسازان راین و شرکت هیوندای موتور کره جنوبی که یکی از ۵ شرکت معتبر خودروساز در جهان می‌باشد، شرکت خودروسازان راین رسماً تولیدکننده خودروهای هیوندای در ایران نام گرفت. پس از آن، با راه اندازی خط تولید خودروی هیوندای ورنا (اکسنت) اولین خودروی تولیدی این شرکت در خرداد ۱۳۸۳ از خط تولید کارخانه خارج شده و اولین سری خودروهای تولیدی هم در شهریور همان سال تحویل داده شد.
در ادامه روند توسعه شرکت، تولید خودروی آوانته (النترا) با همکاری شرکت هیوندای در دستور کار قرارگرفت و پس از خرید و نصب تجهیزات خط تولید این خودرو، در مرداد ۱۳۸۴ اولین خودروهای تولید شده تحویل گردید.
صنایع خودروسازی کرمان، ۶۵ درصد از سهام خودروسازان راین را با ارزش گذاری مشارکت با هیوندای به بخش دیگری فروخته است.

## محصولات
- هیوندای ورنا (۱۳۸۳ تا ۱۳۹۰)
- هیوندای آوانته (۱۳۸۴ تا ۱۳۹۱)
- گریت وال ولکس سی۳۰ (۱۳۹۱ تا ۱۳۹۵)
- راین وی۵ (۱۳۹۴ تا ۱۳۹۷)
- راین آر۳ (۱۴۰۱ تا ۱۴۰۲)
- سیات آتکا (۱۴۰۲ تا ۱۴۰۳)